# Silverstone 500 USA Challenge 2000
Navigation
Édition suivante
Le Silverstone 500 USA Challenge 2000, disputée le 13 mai 2000 sur le circuit de Silverstone, est la troisième manche de l'American Le Mans Series 2000.

## Course

### Classement de la course
Classement à l'issue de la course (vainqueurs de catégorie en gras), :
| Pos.   | Catégorie | N° | Écurie                              | Pilotes                                                | Châssis                           | Pneus | Tours |
| Pos.   | Catégorie | N° | Écurie                              | Pilotes                                                | Moteur                            | Pneus | Tours |
| ------ | --------- | -- | ----------------------------------- | ------------------------------------------------------ | --------------------------------- | ----- | ----- |
| 1      | LMP       | 42 | BMW Motorsport Schnitzer Motorsport | Jörg Müller JJ Lehto                                   | BMW V12 LMR                       | M     | 98    |
| 1      | LMP       | 42 | BMW Motorsport Schnitzer Motorsport | Jörg Müller JJ Lehto                                   | BMW S70 6.0 L V12                 | M     | 98    |
| 2      | LMP       | 1  | Panoz Motor Sports                  | David Brabham Jan Magnussen                            | Panoz LMP-1 Roadster-S            | M     | 98    |
| 2      | LMP       | 1  | Panoz Motor Sports                  | David Brabham Jan Magnussen                            | Élan 6L8 6.0 L V8                 | M     | 98    |
| 3      | LMP       | 77 | Audi Sport North America            | Rinaldo Capello Allan McNish                           | Audi R8R                          | M     | 98    |
| 3      | LMP       | 77 | Audi Sport North America            | Rinaldo Capello Allan McNish                           | Audi 3.6 L Turbo V8               | M     | 98    |
| 4      | LMP       | 78 | Audi Sport North America            | Frank Biela Emanuele Pirro                             | Audi R8R                          | M     | 97    |
| 4      | LMP       | 78 | Audi Sport North America            | Frank Biela Emanuele Pirro                             | Audi 3.6 L Turbo V8               | M     | 97    |
| 5 DNF  | LMP       | 2  | Panoz Motor Sports                  | Johnny O'Connell Hiroki Katoh                          | Panoz LMP-1 Roadster-S            | M     | 97    |
| 5 DNF  | LMP       | 2  | Panoz Motor Sports                  | Johnny O'Connell Hiroki Katoh                          | Élan 6L8 6.0 L V8                 | M     | 97    |
| 6      | LMP       | 31 | Motorola DAMS                       | Emmanuel Collard Éric Bernard                          | Cadillac Northstar LMP            | P     | 97    |
| 6      | LMP       | 31 | Motorola DAMS                       | Emmanuel Collard Éric Bernard                          | Cadillac Northstar 4.0 L Turbo V8 | P     | 97    |
| 7      | LMP       | 16 | Pescarolo Sport                     | Sébastien Bourdais Olivier Grouillard Emmanuel Clérico | Courage C52                       | M     | 94    |
| 7      | LMP       | 16 | Pescarolo Sport                     | Sébastien Bourdais Olivier Grouillard Emmanuel Clérico | Peugeot A32 3.2 L Turbo V6        | M     | 94    |
| 8      | GTS       | 91 | Viper Team Oreca                    | Olivier Beretta Karl Wendlinger                        | Dodge Viper GTS-R                 | M     | 91    |
| 8      | GTS       | 91 | Viper Team Oreca                    | Olivier Beretta Karl Wendlinger                        | Dodge 8.0 L V10                   | M     | 91    |
| 9      | GTS       | 92 | Viper Team Oreca                    | David Donohue Tommy Archer                             | Dodge Viper GTS-R                 | M     | 90    |
| 9      | GTS       | 92 | Viper Team Oreca                    | David Donohue Tommy Archer                             | Dodge 8.0 L V10                   | M     | 90    |
| 10     | LMP       | 17 | SMG                                 | Philippe Gache Gary Formato                            | Courage C60                       | P     | 88    |
| 10     | LMP       | 17 | SMG                                 | Philippe Gache Gary Formato                            | Judd GV4 4.0 L V10                | P     | 88    |
| 11     | GTS       | 49 | Freisinger Motorsport               | Stéphane Ortelli Wolfgang Kaufmann                     | Porsche 911 GT2                   | D     | 88    |
| 11     | GTS       | 49 | Freisinger Motorsport               | Stéphane Ortelli Wolfgang Kaufmann                     | Porsche 3.8 L Turbo Flat-6        | D     | 88    |
| 12     | LMP       | 0  | Team Rafanelli SRL                  | Mimmo Schiattarella Didier de Radiguès                 | Lola B2K/10                       | M     | 88    |
| 12     | LMP       | 0  | Team Rafanelli SRL                  | Mimmo Schiattarella Didier de Radiguès                 | Judd (Rafanelli) GV4 4.0 L V10    | M     | 88    |
| 13     | GT        | 51 | Dick Barbour Racing                 | Sascha Maassen Bob Wollek                              | Porsche 911 GT3-R                 | M     | 87    |
| 13     | GT        | 51 | Dick Barbour Racing                 | Sascha Maassen Bob Wollek                              | Porsche 3.6 L Flat-6              | M     | 87    |
| 14     | GTS       | 33 | Konrad Motorsport                   | Franz Konrad Jürgen von Gartzen                        | Porsche 911 GT2                   | D     | 87    |
| 14     | GTS       | 33 | Konrad Motorsport                   | Franz Konrad Jürgen von Gartzen                        | Porsche 3.8 L Turbo Flat-6        | D     | 87    |
| 15     | GT        | 23 | Alex Job Racing                     | Randy Pobst Bruno Lambert                              | Porsche 911 GT3-R                 | M     | 87    |
| 15     | GT        | 23 | Alex Job Racing                     | Randy Pobst Bruno Lambert                              | Porsche 3.6 L Flat-6              | M     | 87    |
| 16     | GT        | 21 | MCR/Aspen Knolls                    | Shane Lewis Cort Wagner                                | Porsche 911 GT3-R                 | P     | 86    |
| 16     | GT        | 21 | MCR/Aspen Knolls                    | Shane Lewis Cort Wagner                                | Porsche 3.6 L Flat-6              | P     | 86    |
| 17     | GTS       | 44 | BVB Motorsport                      | Geoff Lister Max Beaverbroock                          | Porsche 911 GT2                   | D     | 86    |
| 17     | GTS       | 44 | BVB Motorsport                      | Geoff Lister Max Beaverbroock                          | Porsche 3.8 L Turbo Flat-6        | D     | 86    |
| 18     | GT        | 5  | Dick Barbour Racing                 | Dirk Müller Lucas Luhr                                 | Porsche 911 GT3-R                 | M     | 86    |
| 18     | GT        | 5  | Dick Barbour Racing                 | Dirk Müller Lucas Luhr                                 | Porsche 3.6 L Flat-6              | M     | 86    |
| 19     | GTS       | 61 | Chamberlain Motorsport              | Walter Brun Toni Seiler                                | Chrysler Viper GTS-R              | M     | 86    |
| 19     | GTS       | 61 | Chamberlain Motorsport              | Walter Brun Toni Seiler                                | Chrysler 8.0 L V10                | M     | 86    |
| 20     | GT        | 22 | Alex Job Racing                     | Mike Fitzgerald Robert Nagel                           | Porsche 911 GT3-R                 | M     | 86    |
| 20     | GT        | 22 | Alex Job Racing                     | Mike Fitzgerald Robert Nagel                           | Porsche 3.6 L Flat-6              | M     | 86    |
| 21     | GTS       | 08 | Roock Motorsport North America      | Zak Brown Vic Rice Hubert Haupt                        | Porsche 911 GT2                   | Y     | 86    |
| 21     | GTS       | 08 | Roock Motorsport North America      | Zak Brown Vic Rice Hubert Haupt                        | Porsche 3.8 L Turbo Flat-6        | Y     | 86    |
| 22     | GT        | 6  | Prototype Technology Group          | Johannes van Overbeek Boris Said Hans-Joachim Stuck    | BMW M3                            | Y     | 85    |
| 22     | GT        | 6  | Prototype Technology Group          | Johannes van Overbeek Boris Said Hans-Joachim Stuck    | BMW 3.2 L I6                      | Y     | 85    |
| 23     | GTS       | 62 | Chamberlain Motorsport              | Horst Felbermayr, Jr. Michael Culver                   | Chrysler Viper GTS-R              | M     | 85    |
| 23     | GTS       | 62 | Chamberlain Motorsport              | Horst Felbermayr, Jr. Michael Culver                   | Chrysler 8.0 L V10                | M     | 85    |
| 24     | GT        | 70 | Skea Racing Kingston                | Johnny Mowlem David Murry                              | Porsche 911 GT3-R                 | P     | 85    |
| 24     | GT        | 70 | Skea Racing Kingston                | Johnny Mowlem David Murry                              | Porsche 3.6 L Flat-6              | P     | 85    |
| 25     | GT        | 41 | LR Organisation                     | Christophe Bouchut Michel Ligonnet                     | Porsche 911 GT3-R                 | M     | 84    |
| 25     | GT        | 41 | LR Organisation                     | Christophe Bouchut Michel Ligonnet                     | Porsche 3.6 L Flat-6              | M     | 84    |
| 26     | LMP       | 20 | Kremer Racing                       | Christian Vann Christian Gläsel                        | Lola B98/K2000                    | G     | 84    |
| 26     | LMP       | 20 | Kremer Racing                       | Christian Vann Christian Gläsel                        | Ford (Roush) 6.0 L V8             | G     | 84    |
| 27     | GT        | 07 | RWS Red Bull Motorsport             | Dieter Quester Hans-Jörg Hofer Luca Riccitelli         | Porsche 911 GT3-R                 | M     | 84    |
| 27     | GT        | 07 | RWS Red Bull Motorsport             | Dieter Quester Hans-Jörg Hofer Luca Riccitelli         | Porsche 3.6 L Flat-6              | M     | 84    |
| 28 DNF | GT        | 10 | Prototype Technology Group          | Peter Cunningham Brian Cunningham Niclas Jönsson       | BMW M3                            | Y     | 82    |
| 28 DNF | GT        | 10 | Prototype Technology Group          | Peter Cunningham Brian Cunningham Niclas Jönsson       | BMW 3.2 L I6                      | Y     | 82    |
| 29     | GT        | 68 | Seikel Motorsport                   | Michel Neugarten Tony Burgess                          | Porsche 911 GT3-R                 | D     | 82    |
| 29     | GT        | 68 | Seikel Motorsport                   | Michel Neugarten Tony Burgess                          | Porsche 3.6 L Flat-6              | D     | 82    |
| 30     | GT        | 69 | Kyser Racing                        | Kye Wankum Greg Doff                                   | Porsche 911 GT3-R                 | P     | 74    |
| 30     | GT        | 69 | Kyser Racing                        | Kye Wankum Greg Doff                                   | Porsche 3.6 L Flat-6              | P     | 74    |
| 31 DNF | GT        | 71 | Skea Racing Kingston                | Rohan Skea Doc Bundy                                   | Porsche 911 GT3-R                 | P     | 62    |
| 31 DNF | GT        | 71 | Skea Racing Kingston                | Rohan Skea Doc Bundy                                   | Porsche 3.6 L Flat-6              | P     | 62    |
| 32 DNF | LMP       | 43 | BMW Motorsport Schnitzer Motorsport | Jean-Marc Gounon Bill Auberlen                         | BMW V12 LMR                       | M     | 56    |
| 32 DNF | LMP       | 43 | BMW Motorsport Schnitzer Motorsport | Jean-Marc Gounon Bill Auberlen                         | BMW S70 6.0 L V12                 | M     | 56    |
| 33 DNF | LMP       | 32 | Motorola DAMS                       | Christophe Tinseau Marc Goossens                       | Cadillac Northstar LMP            | P     | 39    |
| 33 DNF | LMP       | 32 | Motorola DAMS                       | Christophe Tinseau Marc Goossens                       | Cadillac Northstar 4.0 L Turbo V8 | P     | 39    |
| 34 DNF | LMP       | 36 | Johansson-Matthews Racing           | Stefan Johansson Guy Smith                             | Reynard 2KQ-LM                    | Y     | 32    |
| 34 DNF | LMP       | 36 | Johansson-Matthews Racing           | Stefan Johansson Guy Smith                             | Judd GV4 4.0 L V10                | Y     | 32    |
| 35 DNF | LMP       | 02 | Pole Team                           | Norman Simon Günther Blieninger Mark Simo              | Riley & Scott Mk III              | M     | 22    |
| 35 DNF | LMP       | 02 | Pole Team                           | Norman Simon Günther Blieninger Mark Simo              | Judd GV4 4.0 L V10                | M     | 22    |
| DNS    | LMP       | 24 | Team Ascari                         | Klaas Zwart Max Wilson                                 | Ascari A410                       | P     | -     |
| DNS    | LMP       | 24 | Team Ascari                         | Klaas Zwart Max Wilson                                 | Judd GV4 4.0 L V10                | P     | -     |